# Tell Me More
A Tell Me More (magyarul: Mesélj még) az azeri TuralTuranX dala, mellyel Azerbajdzsánt képviselték a 2023-as Eurovíziós Dalfesztiválon Liverpoolban. A dal belső kiválasztás során nyerte el a dalversenyen való indulás jogát.

## Eurovíziós Dalfesztivál
2023. március 9-én az azeri İTV bejelentette, hogy az ikerpár képviseli Azerbajdzsánt az Eurovíziós Dalfesztiválon. A dalt a videoklippel együtt 2023. március 13-án mutatták be. 2008 után ez a második alkalom, hogy az ország teljes egészében azeriek által írt és készített dalt indít az Eurovíziós Dalfesztiválon.
A dalfesztivál előtt Tel-Avivban, Madridban, Amszterdamban és Londonban eurovíziós rendezvényeken népszerűsítették versenydalukat.
A dalt először a május 9-én megrendezett első elődöntőben fellépési sorrendben tizenkettedikként adták elő, a Svédországot képviselő Loreen Tattoo című dala után és a Csehországot képviselő Vesna My Sister’s Crown című dala előtt. Az elődöntőben a nézői szavazatok pontjai alapján nem került be a dal a május 13-án megrendezésre került döntőbe. Ez volt a második alkalom, hogy Azerbajdzsán nem jutott tovább az elődöntőből.
A következő azeri induló Fahree és Ilkin Dovlatov Özünlə apar című dala volt a 2024-es Eurovíziós Dalfesztiválon.

### Kapott pontok
Első elődöntő
| Szavazat | Össz | Szavazó országok | Szavazó országok | Szavazó országok | Szavazó országok | Szavazó országok | Szavazó országok | Szavazó országok | Szavazó országok | Szavazó országok | Szavazó országok | Szavazó országok | Szavazó országok | Szavazó országok | Szavazó országok | Szavazó országok | Szavazó országok | Szavazó országok | Szavazó országok    | Szavazó országok |
| Szavazat | Össz | Norvégia         | Málta            | Szerbia          | Lettország       | Portugália       | Írország         | Horvátország     | Svájc            | Izrael           | Moldova          | Svédország       | Csehország       | Hollandia        | Finnország       | Franciaország    | Németország      | Olaszország      | A Világ többi része |                  |
| -------- | ---- | ---------------- | ---------------- | ---------------- | ---------------- | ---------------- | ---------------- | ---------------- | ---------------- | ---------------- | ---------------- | ---------------- | ---------------- | ---------------- | ---------------- | ---------------- | ---------------- | ---------------- | ------------------- | ---------------- |
| Nézők    | 4    |                  |                  |                  | 2                |                  |                  | 1                |                  | 1                |                  |                  |                  |                  |                  |                  |                  |                  |                     |                  |